# Marie-Claire Noah
Marie-Claire Noah, née Perrier à Sedan le 30 septembre 1937 et morte le 1er octobre 2012, à Clichy, est une enseignante et personnalité française. Avec son fils Yannick, elle fonde en 1988 l’association Les Enfants de la Terre. C'était une figure de la vie associative française.

## Biographie
Marie-Claire Perrier naît dans les Ardennes. Sa mère est belge.
À la fin des années 1950, Zacharie Noah est un joueur professionnel de l’équipe de Sedan. Jeune footballeur venu du Cameroun, il rencontre Marie-Claire Perrier qui commence une carrière d’institutrice. Supportrice de l’équipe ardennaise, Marie-Claire Perrier insiste pour accompagner son père, correspondant local pour France Football et L'Équipe, alors que ce dernier doit interviewer le jeune Zacharie. Ils se marient quelques années plus tard, en cachette, dans une auberge des Ardennes[réf. nécessaire]. Mais après une grave blessure, Zacharie Noah est contraint d’interrompre brusquement sa carrière en 1963, deux ans après avoir remporté la Coupe de France avec son club ; il n’a que 26 ans. La même année, la famille Noah part s’installer à Yaoundé au Cameroun. Marie-Claire Noah y occupe un poste d’enseignante avant de fonder sa propre école.
Avec son mari elle a eu d'abord deux filles, Isabelle et Nathalie, puis un fils, Yannick. C'est une famille de sportifs et d'amoureux du sport : son fils Yannick Noah est joueur de tennis, son petit-fils Joakim Noah joueur de basket-ball. Son père Marcel Perrier était journaliste sportif à L'Ardennais et correspondant du quotidien sportif L'Équipe. Marie-Claire Noah a joué dans l'équipe nationale de basket-ball du Cameroun. Elle a aussi été championne de France de tennis des non-classés.
En 1988, elle crée l'association Les Enfants de la Terre pour venir en aide aux jeunes en difficulté, avec, en particulier, des maisons d'accueil pour des enfants sans foyer. Elle a reçu le prix humanitaire de l'année (prix « Arthur Ashe ») décerné par l'ATP en 1990. Femme engagée, elle est lauréate du prix Clarins « Femme dynamisante » en 2006.
Elle décède des suites d'une longue maladie. Le site web de l'association a indiqué sur sa page d'accueil « Les Enfants de la Terre sont orphelins ».
Yannick Noah dit d'elle : « Tenace, bagarreuse, elle protège vraiment ses enfants, sa famille, elle est protectrice ».

## Ouvrage publié
- 2000 : Il fait beau pour un mardi, ed. Le Cherche midi.

## Distinctions
- 1990 : Prix humanitaire de l'année décerné par l'ATP[11],[12].